# Delanymys brooksi
Il topo di palude di Delany (Delanymys brooksi Hayman, 1962) è un roditore della famiglia dei Nesomiidi, unica specie del genere Delanymys (Hayman, 1962) e della sottofamiglia  Delanymyinae, diffuso nell'Africa centro-orientale.

## Descrizione

### Dimensioni
Roditore di piccole dimensioni, con la lunghezza della testa e del corpo tra 50 e 63 mm, la lunghezza della coda tra 87 e 111 mm, la lunghezza del piede di 17 mm, la lunghezza delle orecchie di 10 mm e un peso fino a 6,5 g.

### Caratteristiche craniche e dentarie
Il cranio presenta un rostro corto e una scatola cranica alta e tondeggiante, le creste sopra-orbitali sono mancanti, le arcate zigomatiche sono poco sviluppate e curvate in avanti e delicate, le placche zigomatiche sono sottili. Sono presenti due fori palatali. La bolla timpanica è relativamente rigonfia. Gli incisivi superiori sono ortodonti, ovvero con le punte rivolte verso il basso, i molari superiori hanno tre radici, mentre quelli inferiori ne hanno due.
Sono caratterizzati dalla seguente formula dentaria:

### Aspetto
Il corpo è gracile ed è ricoperto da una pelliccia soffice, densa e lanosa. Le parti superiori sono bruno-rossastre, cosparse di lunghe setole con la punta giallastra, il mento è biancastro, mentre l parti inferiori sono giallo-brunastre con la base dei peli grigia e con un ciuffo di peli bianchi intorno ai genitali. Una macchia nera è presente tra l'occhio e la narice. Le orecchie sono ricoperte di piccoli peli nerastri. Il dorso delle zampe è ricoperto di piccoli peli giallo-brunastri.  I piedi sono privi di peli, lunghi e sottili, il quinto dito è parzialmente opponibile. Sono presenti dei lunghi artigli ricurvi su tutte le dita, tranne il pollice, munito di un'unghia appiattita. La coda è molto più lunga della testa e del corpo, è semi-prensile e ricoperta di piccoli peli nerastri sopra e più chiari sotto.

## Biologia

### Comportamento
È una specie notturna e specializzata nell'arrampicarsi tra gli steli di piante semi-acquatiche. Costruisce nidi globulari d'erba. Ogni nido ha una o due entrate ed è solitamente posto nella vegetazione bassa.

### Alimentazione
Si nutre di semi d'erba ed altre parti vegetali.

### Riproduzione
Sono state osservate femmine con 3 embrioni e un nido con 4 piccoli.

## Distribuzione e habitat
Questa specie è diffusa nella Rift Valley albertina dell'Uganda sud-occidentale, Ruanda occidentale, Burundi e Repubblica Democratica del Congo orientale.
Vive negli acquitrini all'interno di boschi di bambù o foreste montane tra 1.700 e 2.400 metri di altitudine.

## Conservazione
La IUCN Red List, considerato l'areale limitato e seriamente frammentato e il continuo declino nell'estensione e nella qualità dell'habitat della Rift Valley Albertina, classifica D.brooksi come specie vulnerabile (VU).